# Бай Борис Іванович
Бори́с Іва́нович Бай (1878, м. Старокостянтинів, Волинська губернія — липень 1942, Уфа) — архітектор, голова правління Спілки архітекторів (1935—1936).

## Біографія
Бай Борис Іванович народився 1878 року у місті Старокостянтинові тогочасної Волинської губернії.
У 1923 році закінчив Інститут цивільних інженерів у Петрограді. Після закінчення інституту працював архітектором проєктної майстерні професора А. Й. Дітріха.
У 1915—1928 роках працював в Україні. З 1929 року — в майстерні О. В. Щусєва на будівництві мавзолею В. І. Леніна. З 1930 року Б. Бай — начальник архітектурного відділу «Облпроектбудоб'єднання» у м. Іваново.
З 1933 року працює в будівельній конторі Уфимського міського комунального господарства, з 1937 року — старший архітектор проектного бюро уповноваженого ВЦВК (м. [Кисловодськ]]), з 1938 року — головний архітектор Міністерства лісового господарства Башкирської АРСР і керівник архітектурної групи тресту «Башпроект».
У 1935—1936 роках Б. Бай — голова правління Спілки архітекторів.
Бай Борис Іванович — автор проєкту реконструкції Палацу праці і мистецтв (1928—1935. Аксаковський народний дім). Брав участь у розробці генерального плану м. Стерлітамак (1938). Один із засновників Спілки архітекторів Башкирської АРСР.
Заарештований 12 лютого 1942 року. Звинувачений за статтею 58-10 КК РРФСР. Вирок: позбавлення волі на 5 років. Посмертно реабілітований 17 вересня 1989 року.